# Большое Шарыгино
Большое Шарыгино — деревня в Кикнурском районе Кировской области.

## География
Находится к востоку от границы райцентра поселка  Кикнур.

## История
Известна с 1873 года как деревня Падашево Малое (Шарыгина), в которой отмечено двор 21 и жителей 162, в 1905 (Большое Падашево или Шарыгино при большой дороге) 35 и 238, в 1926 (уже деревня Большое Шарыгино) 61 и 289, в 1950 62 и 167. До января 2020 года входила в Кикнурское городское поселение до его упразднения.

## Население
Постоянное население  составляло 349 человек (русские 64%, мари 28%) в 2002 году, 306 в 2010.